# Liste der Monuments historiques in Celsoy
Die Liste der Monuments historiques in Celsoy führt die Monuments historiques in der französischen Gemeinde Celsoy auf.

## Liste der Immobilien
| Bezeichnung                     | Beschreibung            | Standort           | Kennzeichnung | Schutzstatus | Datum | Bild           |
| ------------------------------- | ----------------------- | ------------------ | ------------- | ------------ | ----- | -------------- |
| Kirche St-Maur-et-Ste-Catherine | aus dem 14. Jahrhundert | Rue Guibert (Lage) | PA00078985    | Classé       | 1909  | weitere Bilder |

## Liste der Objekte
| Bezeichnung                      | Beschreibung                                                                  | Standort                                      | Kennzeichnung | Schutzstatus | Datum | Bild |
| -------------------------------- | ----------------------------------------------------------------------------- | --------------------------------------------- | ------------- | ------------ | ----- | ---- |
| Prozessionsstab Maria Immaculata | Holz, vergoldet, Mitte des 19. Jahrhunderts                                   | in der Kirche St-Maur-et-Ste-Catherine (Lage) | PM52001547    | Inscrit      | 1975  |      |
| Hauptaltar                       | Altartisch, Altaraufbau und Tabernakel; Holz, farbig gefasst, 18. Jahrhundert | in der Kirche St-Maur-et-Ste-Catherine (Lage) | PM52001546    | Inscrit      | 1975  |      |
| Prozessionsstab Heiliger Maurus  | Holz, vergoldet, 18. Jahrhundert                                              | in der Kirche St-Maur-et-Ste-Catherine (Lage) | PM52001545    | Inscrit      | 1975  |      |
| Grabstein für Guibert de Celsoy  | Stein, bezeichnet 1390                                                        | in der Kirche St-Maur-et-Ste-Catherine (Lage) | PM52000208    | Classé       | 1903  |      |
| Monstranz                        | Silber, vergoldet, zweite Hälfte des 19. Jahrhunderts; mit Lunula und Etui    | in der Kirche St-Maur-et-Ste-Catherine (Lage) | PM52001543    | Inscrit      | 1975  |      |
| Altarkreuz                       | Messing, versilbert, 19. Jahrhundert                                          | in der Kirche St-Maur-et-Ste-Catherine (Lage) | PM52001542    | Inscrit      | 1975  |      |
| Skulpturengruppe Taufe Christi   | Keramik, 1860 von Jules Naudet                                                | in der Kirche St-Maur-et-Ste-Catherine (Lage) | PM52001544    | Inscrit      | 1975  |      |